# Krystyn II z Koziegłów (zm. 1437)

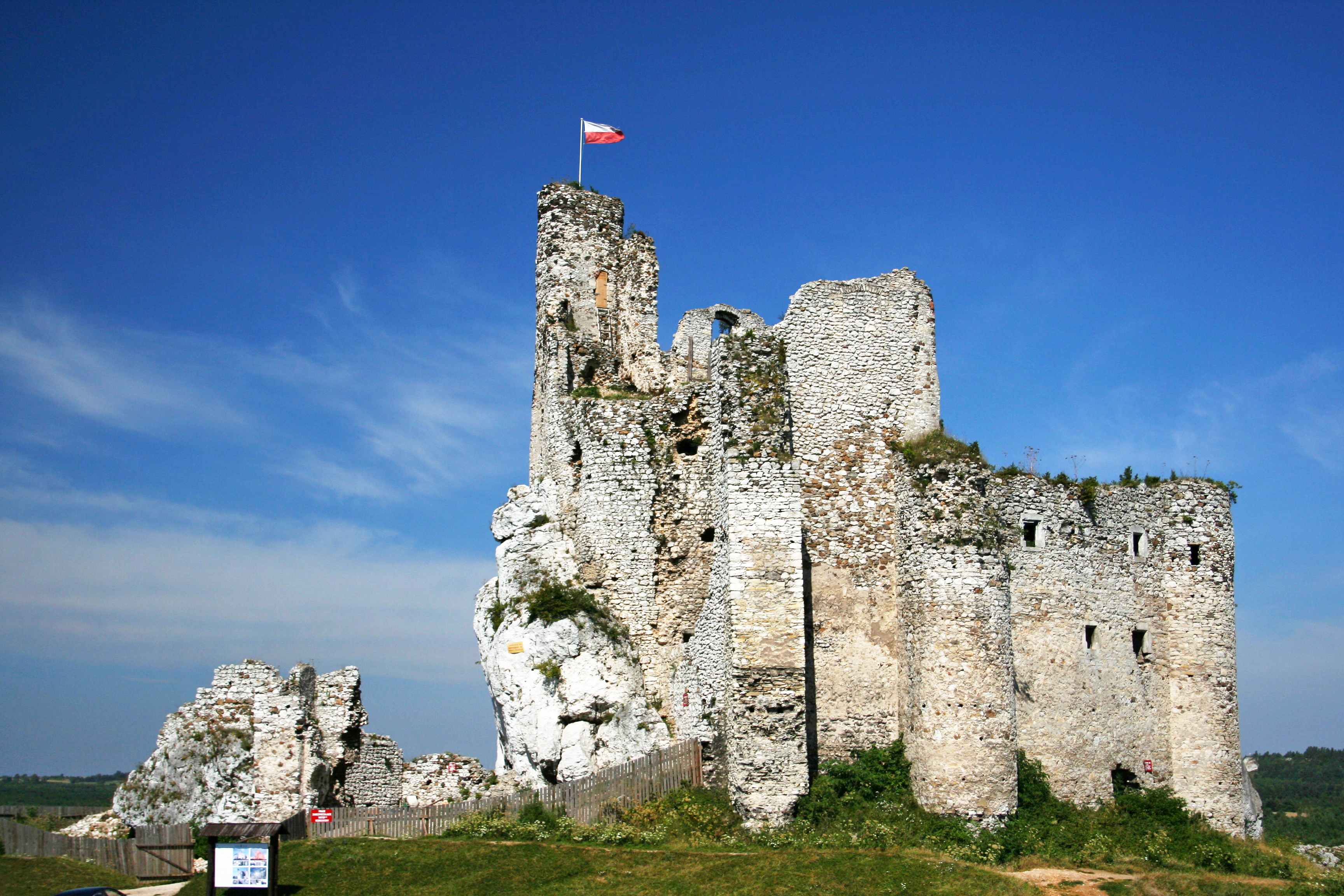
Zamek w Mirowie

Krystyn II z Koziegłów (Krystyn "młodszy" z Koziegłów) herbu Lis (zm. 1437) – starosta kolski, kasztelan sądecki, członek rady królewskiej.
Syn Krystyna I z Koziegłów, dowódcy prywatnej chorągwi w bitwie pod Grunwaldem, bliskiego współpracownika Władysława Jagiełły, związanego z wpływowymi "Panami krakowskimi".
Krystyn II odziedziczył po ojcu zamek w Koziegłowach, zamek Mirów i posiadał w tenucie zamek w Kole w Wielkopolsce, zamek w Przedczu na Kujawach, zamek w Nowym Sączu.
Był sygnatariuszem pokoju mełneńskiego 1422 roku. W 1424 został odnotowany w dokumencie mówiącym, że król polski Władysław Jagiełło na prośby ówczesnego właściciela Krystyna z Kozichgłów przenosi z prawa polskiego na prawo średzkie należące do niego wsie leżące w ziemi krakowskiej: Choroń, Oltowiec, Mirów, Kotowice, Postawczowice, Jaworznik, Dupice, Żerkowice, Siamoszyce, Giebołtów, Kowalów i Kowalików .
3 lipca 1431 roku, w czasie wyprawy łuckiej wysłał listy wypowiednie wielkiemu księciu litewskiemu Świdrygielle z obozu wojskowego w Bystrzycy na ziemi lubelskiej.
W 1435 roku stał się właścicielem zamku Bąkowiec w Morsku i okolicznych wsi.

Żonaty z córkami wpływowych rycerzy z Małopolski:
- 1) Piechną z Zarszyna, córką Piotra Kmity z Wiśnicza, wojewody krakowskiego;
- 2) Katarzyną, siostrą biskupa krakowskiego Zbigniewa Oleśnickiego[1],
- 3) Katarzyną, córką Piotra (2) Szafrańca, podkomorzego krakowskiego[2]

Dzieci:
- Jan starszy z Koziegłów (zm. 1481)
- Dorota, żona Hińczy z Rogowa
- Katarzyna, żona Dobiesława ze Szczekocin
- Krystyn z Mirowa (zm. 1464)
- Jan (młodszy) z Giebułtowa (zm. 1502)
- Katarzyna
- Anna